# Pub

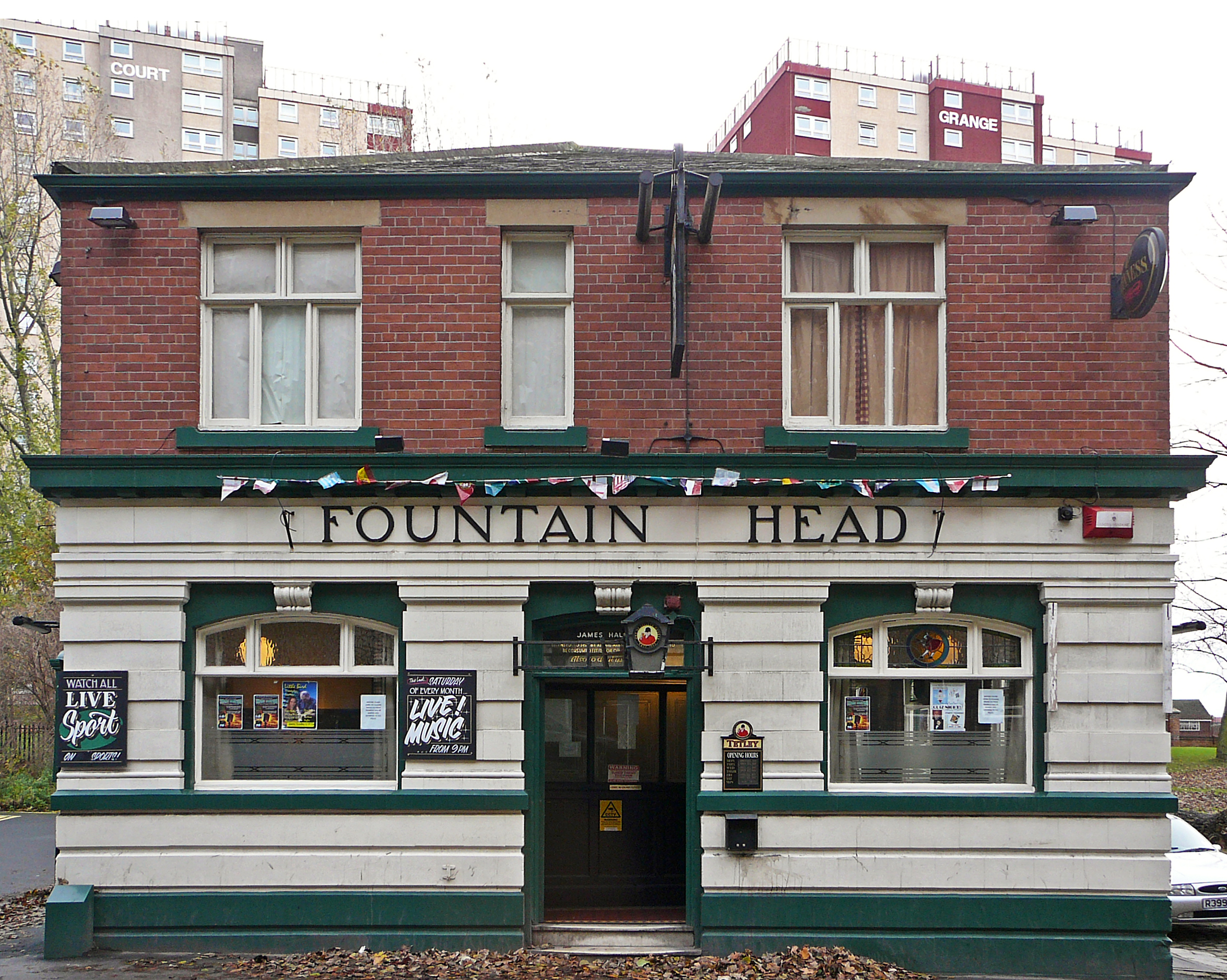
Fountain Head, Leeds.

Una public house, normalmente conosciuta con l'abbreviazione pub (usato in italiano al maschile), è un locale pubblico dove sono servite bevande alcoliche (soprattutto birra) da consumarsi sul posto, in genere comodamente seduti.
I pub, che originariamente nacquero nei paesi anglosassoni (soprattutto in Irlanda e nel Regno Unito), oggi si trovano in tutto il mondo. Nei piccoli villaggi dei paesi britannici, i pub sono il centro della vita della comunità. Alcuni pub invitano gruppi musicali o cantanti per intrattenere i clienti. Se il pub offre delle stanze per passare la notte, normalmente viene detto “inn” (taverna).
Nei pub tradizionalmente sono praticati dei giochi come ad esempio  freccette, birilli, domino, carte e biliardo, anche se oggigiorno stanno prendendo piede giochi moderni come i videogiochi, giochi da tavolo o le slot machine.

## Nel mondo

### Regno Unito

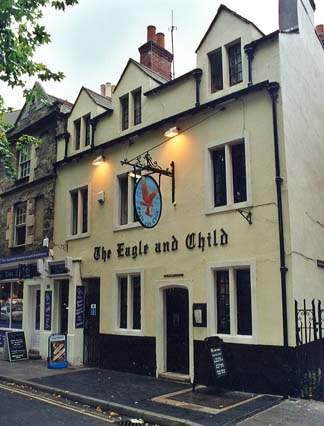
"Eagle and Child", Oxford

Nel Regno Unito ci sono circa 60.000 pub, praticamente almeno uno in ogni città, paese e villaggio.
I pub sono luoghi sociali di aggregazione, basati sulla vendita e il consumo di bevande alcooliche (birra, vino, liquori e soft-drink). Molti pub sono controllati direttamente dalle case produttrici di birra e quindi questa bevanda prevale su tutte le altre. Normalmente, nei pub la birra viene spillata e servita alla spina. Tutti i pub mettono a disposizione anche bevande non alcooliche.
Tradizionalmente le finestre dei pub sono fatte di vetro offuscato in modo da nascondere la clientela dalla strada. Tuttavia, soprattutto negli ultimi vent'anni, nel Regno Unito si sta diffondendo la tendenza ad utilizzare vetri normali per permettere di vedere dall'esterno le decorazioni interne.
Generalmente ogni pub ha la sua clientela abituale, che sceglie proprio quel locale per i più svariati motivi: vicinanza da casa o dal posto di lavoro, particolari attrazioni personali, come la presenza dei propri amici, disponibilità di un certo tipo di birra alla spina, presenza di zone non-fumatori o al contrario di un posto dove fumare liberamente, o magari la presenza della propria squadra di freccette.

#### Storia

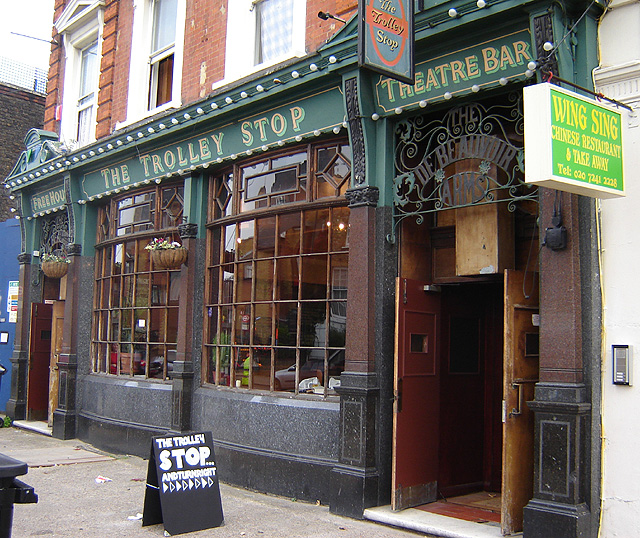
Un pub londinese

Gli abitanti del Regno Unito bevono birra ad alta fermentazione dall'età del bronzo, ma fu solo con l'arrivo dell'Impero romano e la creazione della rete stradale romana che iniziarono a nascere le prime taverne dove i viaggiatori potevano trovare ristoro. La nascita dei pub come li intendiamo oggi, va fatta risalire all'epoca in cui i romani lasciarono le isole britanniche; divennero così diffusi che nel 965 re Edgar emise un decreto per il quale non poteva essercene più di uno in ogni villaggio.
Il pub chiamato "Royal Standard of England", situato vicino a Beaconsfield, in Inghilterra, è tra i meglio conservati di quelli dell'epoca degli Anglosassoni. In questo popolo era diffusa un'usanza secondo la quale la birraia dovesse esporre un'insegna verde in cima a un palo per avvertire la gente che la birra era pronta. Si produceva sia birra forte che leggera. Nell'alto medioevo un viaggiatore, per riposarsi, poteva alloggiare nei monasteri; in seguito però la domanda di ostelli per la notte iniziò a crescere, di pari passo con la popolarità e il numero dei pellegrinaggi. Gli osti di Londra furono ammessi ad una corporazione nel 1446, che nel 1514 divenne la Venerabile Compagnia degli Albergatori.
La tradizionale birra ale inglese è fatta esclusivamente con il malto fermentato. L'usanza di aggiungere luppolo per produrre birra fu introdotta dagli olandesi all'inizio del XV secolo. Le birrerie, spesso producevano da sole la birra che vendevano e ognuna ne aveva una caratteristica; tuttavia dalla fine del XVII secolo iniziarono ad apparire birrifici indipendenti. Entro la fine del secolo la quasi totalità della birra era prodotta da birrifici commerciali.
Il XVIII secolo vide una smisurata crescita del numero di pub, dovuta essenzialmente all'introduzione del gin. Questo liquore fu portato in Inghilterra dagli olandesi dopo la Gloriosa rivoluzione del 1688 e iniziò ad essere molto popolare dopo che il governo permise la produzione di gin senza licenza e allo stesso tempo impose dei pesanti tributi su tutti i liquori importati. Questa operazione creò un mercato di grano di bassa qualità che non poteva essere usato per produrre birra, e di conseguenza migliaia di gin-shop si diffusero in tutta l'Inghilterra. Nel 1740 la produzione di gin era aumentata di sei volte rispetto a quella della birra, e a causa del suo costo contenuto divenne popolare soprattutto fra i poveri. Più di metà dei 15000 pub di Londra erano gin-shop.
Nel 1751 il "Gin Act" obbligò le distillerie a vendere il gin esclusivamente ai venditori al dettaglio autorizzati, e riportò i gin-shop sotto la giurisdizione dei magistrati locali.

#### Insegne

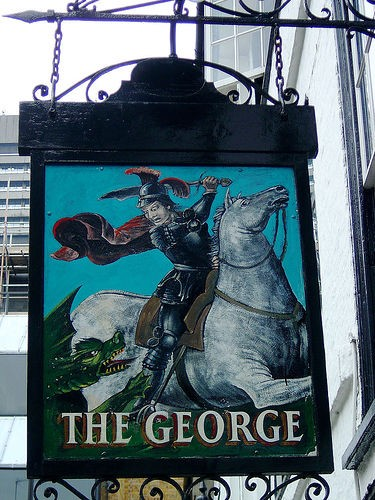
L'insegna del pub "The George", situato a Southwark, rappresenta San Giorgio che trafigge il drago.

Nel 1393 Re Riccardo II obbligò gli osti a erigere insegne al di fuori dei loro edifici. La legislazione stabiliva: "Chiunque abbia intenzione di produrre birra in città, con l'intento di venderla, dovrà appendere all'esterno un'insegna, altrimenti perderà per confisca la propria birra."

Questa legge fu emanata per rendere più riconoscibili i pub, al passaggio degli ispettori che dovevano giudicare riguardo alla qualità della birra che veniva somministrata.
Un altro importante fattore fu quello che, durante il Medioevo, la maggior parte della popolazione era analfabeta, e perciò le figure erano molto più utili delle parole per identificare un pub. Spesso non c'era motivo di scrivere il nome del locale sull'insegna, e le taverne nascevano senza un nome formalmente scritto (spesso il nome veniva derivato in seguito dalla figura che c'era sull'insegna).
Le prime insegne spesso non erano dipinte, ma consistevano di strumenti legati al processo produttivo come mazzi di luppolo o attrezzi della produzione che erano sospesi sopra la porta del pub. In alcuni casi erano usati soprannomi locali, termini agricoli o giochi di parole. Nelle insegne spesso venivano rievocati anche eventi storici locali, simboli naturali o religiosi ("Il Sole", "La Stella", "La Croce") e talvolta elementi di araldica del signore locale a cui apparteneva la terra sulla quale sorgeva il pub.
La gran parte dei pub britannici ha tuttora insegne decorate appese sopra le porte e queste conservano la funzione originale di mettere in grado di identificare il locale. Le insegne di oggi portano il nome del pub, rappresentato sia in parole che in figure.

#### Cibo
Tradizionalmente in Inghilterra i pub erano luoghi dove si consumavano bevande alcoliche e si dava poca enfasi sul fatto che servissero da mangiare. I tipici spuntini consistevano in pietanze tipiche della cucina britannica, come cotenna di maiale, uova sottaceto, insieme a patate fritte e arachidi, snack salati per aumentare la sete dei clienti. Se un pub serve dei piatti tipici, normalmente saranno di cucina tipica come il "pranzo del contadino". Nel Sud-Est dell'Inghilterra, e a Londra in particolare fino ai giorni nostri è facile trovare vongole, molluschi ed altri frutti di mare in vendita durante la serata o alla chiusura.

#### Limitazioni
Per consumare alcolici in pubblico in Gran Bretagna occorrono 18 anni. Dai 16 anni, accompagnati da un adulto, si può bere (ma non acquistare) birra, vino o sidro durante un pasto. Sotto i 16 anni, si può andare in un pub se  accompagnati da un adulto, ma non consumare alcolici. Tuttavia alcuni locali possono rifiutare l'ingresso ai minori di 16 anni.

#### Gastropub
Per gastropub si intende un ibrido tra un pub e un ristorante nato dall'iniziativa di alcuni chef britannici agli inizi degli anni novanta. A differenza del pub tradizionale, il gastropub investe più sulla qualità del cibo.

### Irlanda
Ci sono molte differenze tra un pub irlandese e la sua controparte britannica. Innanzitutto le facciate sono meno decorate e, appese sopra la porta, generalmente non ci sono delle insegne con scritto il nome del pub. L'uso del termine "bar" al posto di pub è più frequente in Irlanda che nel Regno Unito.
Prima degli anni sessanta, quando si diffusero i supermercati, le drogherie erano molto diffuse nel paese, e i pub irlandesi spesso operavano anche come “drogherie di liquori”, conciliando le due attività (in alcuni casi i padroni dei pub erano anche becchini, e questa strana combinazione sopravvive ancora oggi Irlanda). Questa attività di osti-droghieri nacque verso la metà del XVIII secolo, quando si diffuse una tendenza alla moderazione che obbligò i padroni dei pub a diversificare i loro affari per far fronte alla diminuzione di vendite dei liquori.

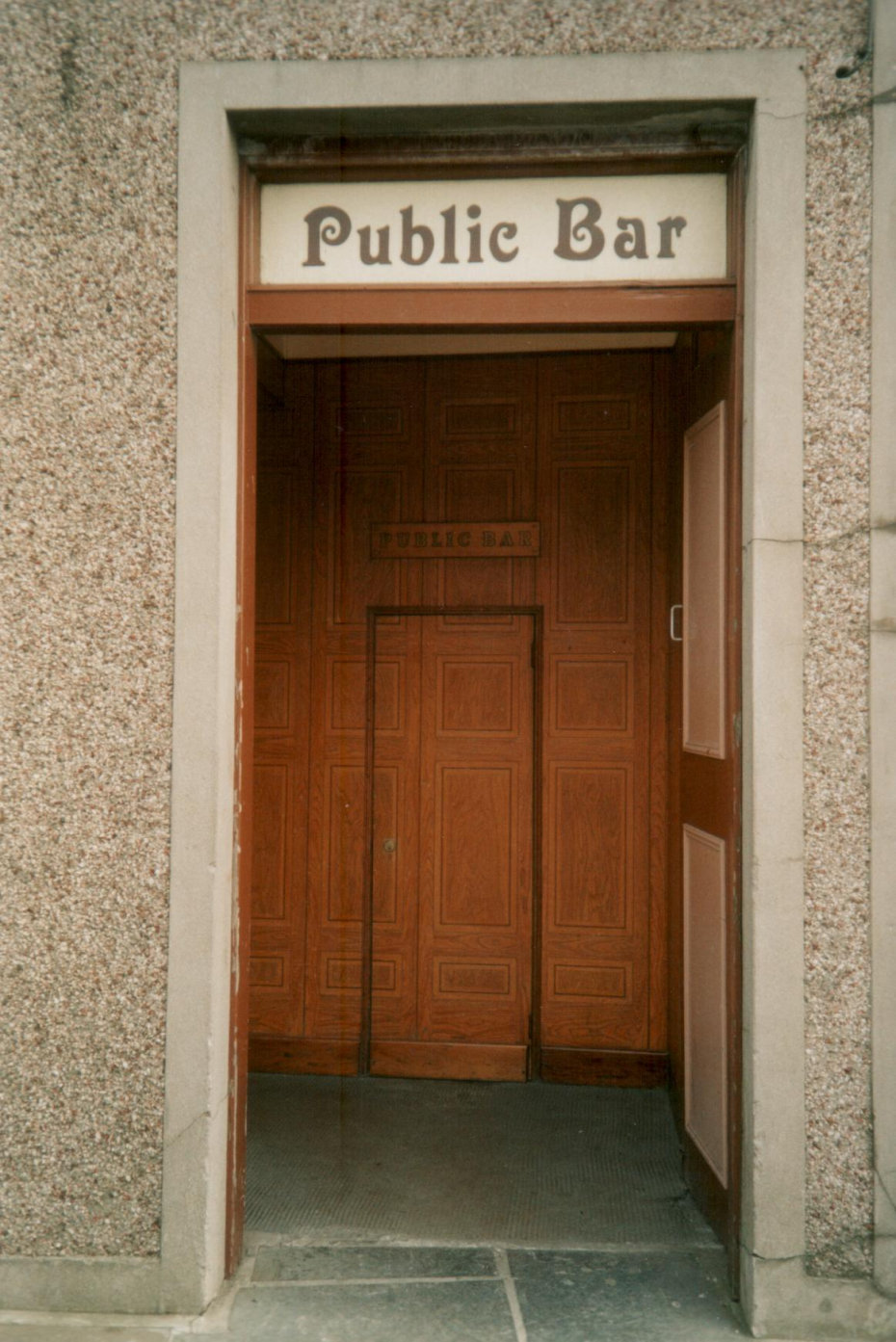
Un public bar alle Isole Orcadi

Con l'aumento della concorrenza, molti pub decisero di abbandonare la loro attività per dedicarsi esclusivamente alla vendita sotto licenza; tuttavia molti pub in Irlanda hanno conservato le caratteristiche della drogheria del XIX secolo, con il bancone e gli scaffali che occupano la maggior parte dello spazio, lasciandone poco per i clienti. In Irlanda del Nord le “drogherie di liquori” furono obbligate a scegliere tra le due attività con la divisione dell'Irlanda nel 1922, e per questo motivo lì non si trovano più pub di questo tipo.
A differenza dei pub inglesi, quelli irlandesi spesso prendono il nome dal proprietario (attuale o precedente) come ad esempio Murphy's o O'Connor's, e sono assenti nomi tradizionali di pub. Tra i più famosi pub tradizionali di Dublino che hanno le caratteristiche sopra sottolineate citiamo O'Donoghue's, Doheny, Nesbitt's, e Brazen Head, che si vanta di essere il più antico pub d'Irlanda (primato che invece è attribuito al Sean's Bar ad Athlone).
I pub dell'Irlanda del Nord sono per gran parte identici a quelli del resto dell'isola. Un effetto marginale dei "Troubles" è la mancanza di un'industria del turismo, e questo implica che è sopravvissuta una più grande percentuale di pub tradizionali irlandesi, riadattati negli interni allo stile di quelli inglesi degli anni cinquanta e sessanta. Queste modifiche furono guidate dall'esigenza di espandere gli spazi in cui i clienti potevano sedersi, soprattutto dovuta alla crescita del numero di turisti in seguito alla fine dei "disordini". Tra i più tipici pub di Belfast ricordiamo il National Trust's Crown Liquor Saloon, e il più antico della città: McHugh's. Al di fuori di Belfast, alcuni pub come ad esempio The House of McDonnell a Ballycastle o Grace Neill's a Donaghadee sono rappresentativi del tipico pub di campagna.
Sebbene alcuni dei pub appena elencati siano stati ampliati nel tempo, in tutti i casi sono state conservate le caratteristiche zone dei banconi così com'erano originariamente, e per questo possono essere considerati dei tipici esempi di "pub tradizionali irlandesi". La maggior parte dei pub, al giorno d'oggi, sono stati riammobiliati secondo lo stile originale durante gli anni novanta, in molti casi per aumentare la loro attrattiva verso i turisti e per assomigliare agli "Irish pub" che si trovano sparsi per il mondo; di conseguenza hanno più caratteristiche in comune con questi (spesso sono stati ammobiliati dalle stesse compagnie) che con i veri pub tradizionali a cui pretendono di assomigliare.
L'immagine sentimentale che molti turisti o emigranti hanno dell'Irlanda, in molte zone ha influenzato le trasformazioni dei pub. Il fatto che spesso all'interno dei pub ci sia musica dal vivo è un mito creato dall'industria del turismo. A testimonianza di questo, i "singing pub" sono del tutto assenti in zone dove il turismo non è la principale voce dell'economia locale, come le Midlands, le contee di confine o l'Irlanda del Nord.
Spesso i pub "turistici" servono cibo ai clienti, fenomeno di nascita abbastanza recente (a partire dagli anni settanta). Prima di allora, nella grandissima maggioranza dei pub irlandesi non era servito cibo, dal momento che mangiare fuori non era un'usanza molto comune in Irlanda, e tutti i paesi e le città avevano almeno un luogo di ristoro, dove il cibo era disponibile per tutto il giorno. La stessa situazione la troviamo ancora nei pub tradizionali di campagna che tuttora non servono cibo; tuttavia nelle principali aree urbane come Dublino, Armagh, Galway e Sligo i pub fanno da mangiare a qualsiasi ora del giorno e come risultato si è avuto un incremento del numero di irlandesi che mangiano fuori casa.
Dopo l'entrata in vigore della legge antifumo in Irlanda, molti pub hanno creato per i fumatori, delle aree esterne spesso riscaldate. La legge è stata applicata anche in Irlanda del Nord dall'aprile del 2007.
Soprattutto negli anni ottanta e negli anni novanta sono stati aperti molti Irish pub in tutto il mondo, da Boston a Francoforte, da Johannesburg a Pechino. Questi, in molti casi hanno molte caratteristiche in comune con i pub in Irlanda, ma in molti altri sono solo pallide imitazioni.

### Italia
In Italia, storicamente, il ruolo dei pub è stato svolto dalle osterie, tipici luoghi di ritrovo e socializzazione popolare. Soprattutto a partire dagli anni ottanta sono sorti un po' ovunque degli Irish pub, sullo stile di quelli irlandesi.
Dal 20 gennaio 2003, anche in Italia è entrata in vigore la legge antifumo che impedisce di fumare all'interno dei locali pubblici.